# قائمة جسور السعودية
الجسر أو القنطرة (ج القناطر) هو مُنشأ يُستخدم للعبور من مكان إلى آخر بينهما عائق.

## قائمة الجسور السعودية
تحتوي هذه القائمة على أسماء الجسور في السعودية.
| اسم                | موقع              | صورة | ملاحظات |
| ------------------ | ----------------- | ---- | --- |
| جسر الجمرات        | مكة               |      | شهد جسر الجمرات منذ إنشائه عام 1974 عددا من الأعمال التطويرية بتوسعته بعرض 40 مترا وبمطلعين من الجهة الشرقية والغربية ومنحدرين بجوار جمرة العقبة من الدور العلوي من الجهة الشمالية والجنوبية وذلك لنزول الحجاج. وتواصل الاهتمام بتطوير الجسر ليشهد في عام 1978 تنفيذ منحدرات من الخرسانة المسلحة (مطالع ومنازل) إلى المستوى الثاني من الجمرات على جانبي الجسر مقابل الجمرة الصغرى. |
| جسر الملك فهد      | السعودية، البحرين |      | هو جسر بحري يربط بين المملكة العربية السعودية ومملكة البحرين، يبلغ طول الجسر نحو 25 كيلو مترا وبعرض 23.2 مترا. يبدأ من جنوب مدينة الخبر السعودية حتى العاصمة البحرينية المنامة، افتتح الجسر رسمياً في 25 نوفمبر 1986 والشيخ عيسى بن سلمان آل خليفة أطلق عليه اسم جسر الملك فهد وذلك أثناء الافتتاح نسبة إلى فهد بن عبد العزيز آل سعود، أسـهم هذا الجسر في تحقق العديد من الفوائد الاقتصادية والاجتماعية للبلدين الشقيقين -السعودية والبحرين- وكذلك لدول مجلس التعاون الخليجي. في يناير 2019 أعلنت المؤسسة العامة لجسر الملك فهد أن عدد المسافرين الذين عبروا الجسر خلال 32 عاما بلغ أكثر من 382 مليون مسافر بمعدل (74,000) مسافر يومياً، وفي العام نفسه سجل الجسر أعلى رقم عبور منذ افتتاحه في 1986، إذ بلغ عدد المسافرين في العام 2019 عن طريق جسر الملك فهد 2,918,993 مسافرا.                                                                               |
| جسر وادي لبن       | وادي لبن          |      | هو جسر مدعوم بالكوابل يقع على وادي لبن في الجهة الجنوبية الغربية من مدينة الرياض وسط السعودية، يعد واحداً من أكبر الجسور المعلقة في العالم والأول من نوعه في المملكة وذلك من حيث التصميم والبناء وأسلوب التنفيذ. تم تصميم الجسر والعمل على تنفيذه ليتناسب مع الطبيعة الجغرافية للمنطقة المحيطة به، حيث حافظ على طبيعة الوادي دون المساس بأية خدمات أو عناصر طبيعية متواجدة فيه، كما أصبح أحد معالم مدينة الرياض البارزة. |
| جسر بريمان         | جدة               |      | هو أحد أهم الجسور التي تقع في مدينة جدة، يقع على طريق (جدة - مكة) السريع، يصل بين شرق الطريق السريع وبين غربه، يحيط به من الشرق أحياء (حي السامر، حي المنار، حي ظلال جدة) ومنطقة خردة السيارات (التشليح) ، ومن الغرب (حي الصفا، حي المروة)، بني قبل ما يقارب ربع القرن (30 سنة) وقد أجريت عليه أعمال ترميم وتجديد كثيرة، آخرها كان شهر يونيو عام 2012 م حيث تم هدمه والعمل على إعادة بنائه من جديد وسوف يبلغ ارتفاع الجسر الجديد سبعة أمتار ونصف المتر ليتناسب مع مسار قطار الحرمين السريع الذي يربط مكة والمدينة مرورا بمدينة جدة. |
| جسر الملك حمد      | السعودية، البحرين |      | هو جسر في مرحلة التخطيط لربط المملكة العربية السعودية بمملكة البحرين بالإضافة إلى جسر الملك فهد الحالي. تم الإعلان عن جسر الملك حمد لأول مرة في سبتمبر 2014. قال كمال أحمد وزير المواصلات البحريني في تصريح بثته وكالة أنباء البحرين إن إنشاء الجسر الجديد الذي أطلق عليه جسر "الملك حمد" خطوة ستعزز التعاون الاقتصادي بين البلدين. |
| جسر الملك سلمان    | السعودية، مصر     |      | تعود فكرة المشروع إلى العام 1988 غير أنها نبذت لاحقًا. طفت على السطح من جديد بعد غرق عبارة السلام في فبراير 2006، غير أن الرئيس حسني مبارك رفضها بداع نتائجها السلبية على السياحة في شرم الشيخ. وفقًا لعماد جاد، رئيس مجلة مختارات إسرائيلية بمركز الأهرام للدراسات السياسية والاستراتيجية، في تصريحات لقناة العربية فالمشروع ليس مجرد تسهيل الانتقال بين البلدين بل "له أبعاد استراتيجية". بحسب قناة الجزيرة، قوبل هذا الرفض حينها من قبل "خبراء ومراقبين مصريين بدهشة واستغراب" لما ذكر أنه سيعود بنفع وجدوي اقتصادية مفترضة لكل من مصر والسعودية. وتجاوز عدد السياح الأجانب إلى مصر في مايو 2007 التسعة ملايين سائح سنويا بدخل تجاوز 7.5 مليار دولار أمريكي سنويا. يجدر الذكر أن الحكومتين المصرية والسعودية نفتا علمهما بنيتهما اقامة أي مشروع مزمع لإنشاء الجسر، وكان الخبر قد ورد أولا في جريدة المدينة السعودية التي نقلته عنها جريدة الأهرام المصرية. |
| جسر شورى           | السعودية، شورى    |      | أكبر جسر بحري مزدوج في السعودية ويربط بجزيرة شورى. |
| جسر صفوى–رأس تنورة | القطيف، رأس تنورة |      | يُعد ثاني أكبر جسر بحري مزدوج في السعودية والذي يبلغ طوله الإجمالي 3.2 كم، يربط ما بين مدينة صفوى التابعة لمحافظة القطيف ومدينة رأس تنورة تبلغ نسبة إنجازه 91% اعتبارًا من أكتوبر 2024. ويُعتبر مدخلًا ومخرجًا جديد لمدينة رأس تنورة، فيختصر المسافة بين رأس تنورة والمدن المجاورة كالقطيف والدمام، وأيضًا يربط رأس تنورة بمطار الملك فهد الدولي بشكلٍ مباشر. ويساهم في تحقيق مستهدفات استراتيجية قِطاع الطرق ويُمكن الحركة السياحية واللوجستية بالمنطقة، ويُعزز ربط المناطق والمحافظات بالمنطقة. |